# Lukač
 Lukač  è un comune della Croazia di 4 276 abitanti della regione di Virovitica e della Podravina.